# Mukwa (Wisconsin)
Mukwa es un pueblo ubicado en el condado de Waupaca en el estado estadounidense de Wisconsin. En el Censo de 2010 tenía una población de 2.930 habitantes y una densidad poblacional de 34,21 personas por km².

## Geografía
Mukwa se encuentra ubicado en las coordenadas 44°21′11″N 88°48′4″O / 44.35306, -88.80111. Según la Oficina del Censo de los Estados Unidos, Mukwa tiene una superficie total de 85.64 km², de la cual 80.74 km² corresponden a tierra firme y (5.72%) 4.9 km² es agua.

## Demografía
Según el censo de 2010, había 2.930 personas residiendo en Mukwa. La densidad de población era de 34,21 hab./km². De los 2.930 habitantes, Mukwa estaba compuesto por el 98.7% blancos, el 0.03% eran afroamericanos, el 0.24% eran amerindios, el 0.34% eran asiáticos, el 0% eran isleños del Pacífico, el 0.17% eran de otras razas y el 0.51% pertenecían a dos o más razas. Del total de la población el 1.09% eran hispanos o latinos de cualquier raza.